# Liudmila Konovalova
Pour les articles homonymes, voir Konovalova.
 (novembre 2018).
Liudmila Konovalova est une danseuse étoile russe.

## Biographie
Elle a étudié à l'Académie de ballet du Bolchoï et en sort diplômée en 2002. Elle commencé sa carrière au ballet d'État russe. 
En 2007 elle danse pour le Ballet d'État de Berlin avec Vladimir Malakhov. 
Elle devient la première danseuse de Vienne en 2011 et elle a le rôle principal de Clara dans la mise en scène de l'Opéra d'État de Vienne.